# 朴世永
朴 世永（パク・セヨン、박세영、1902年7月7日 - 1989年2月28日）は、朝鮮（京畿道）の詩人。北朝鮮の国歌「愛国歌」、「臨津江（リムジンガン）」などを作詞した。

## 生涯
高陽郡（現・高陽市）出身。日本植民地解放前からプロレタリア文学運動に参加しており、詩集「山つばめ」などでも知られる。
解放後は北朝鮮に移住し、「愛国歌」を作詞した。
「臨津江」は1957年に制作され、対日謀略放送や朝鮮学校における教育でも教えられた。1960年代、京都の朝鮮学校にサッカー試合を申し込みに行った当時中学生の松山猛がたまたま聴いて感動した。
その後、大学生となった彼が関わったザ・フォーク・クルセダーズにおいてアレンジ（歌詞の一部、3番新設）、「朝鮮民謡 “イムジン河”」として発表され反戦フォークソング的地位を得（彼らはこの歌を本当に朝鮮民謡だと思っていた）、東芝音楽工業がレコード化を進めた。
しかし、朴が「愛国歌」の作詞者であり、朝鮮総連が正式に「朝鮮民主主義人民共和国（北朝鮮）の曲である旨を明記するよう」に東芝に求めた。当時、朝鮮民主主義人民共和国の名称はその業界で用いられず、また大韓民国取引関係への影響を恐れた 東芝はレコードの発売を中止した。
その後、朝鮮総連の意向に沿った形で「リムジン江」がザ・フォーシュリークによって発表されたが、放送自粛歌とされ長らくマスメディアでは流されなかった。
しかし、1995年にソリッド・レコードから発売されたザ・フォーク・クルセダーズのCD『ハレンチ＋1』にボーナス・トラックとして収録され、また2002年にはアゲント・コンシピオからマキシシングル『ザ・フォーク・クルセダーズ／イムジン河』が発売された。後者は団塊の世代から比較的高い支持を得た。
映画『パッチギ!』は、松山猛と「リムジン江」の出会いを「原点」に創作された作品である。

## その他の主な作品
- ピョンヤンは心のふるさと